# 细肢亚热溪蟹
细肢亚热溪蟹（学名：Yarepotamon gracillipa）为溪蟹科亚热溪蟹属的动物。在中国大陆，分布于广西等地，主要栖息于海拔较低约100 米的溪流石块下。